# 더글러스 부스
더글러스 부스(Douglas Booth, 1992년 7월 9일 ~ )는 잉글랜드의 배우, 음악가이다.

## 출연 작품

### 영화
- 로미오 앤 줄리엣 (2013)
- 노아 (2014)
- 라이엇 클럽 (2014)
- 주피터 어센딩 (2015)
- 오만과 편견 그리고 좀비 (2016)
- 더 라임하우스 골렘 (2016)
- 러빙 빈센트 (2017) - 아르망 룰랭 역
- 메리 셸리: 프랑켄슈타인의 탄생 (2017) - 퍼시 비시 셸리 역
- 마이 뉴욕 다이어리 (2021) - 돈 역
- Gore (미정)

### 텔레비전
- 그리고 아무도 없었다 - 앤서니 마스턴 역